# Клерво-д’Аверон
Клерво́-д’Аверо́н (фр. Clairvaux-d'Aveyron, окс. Claravals) — коммуна во Франции, находится в регионе Окситания. Департамент — Аверон. Входит в состав кантона Марсийак-Валлон. Округ коммуны — Родез.
Код INSEE коммуны — 12066.
Коммуна расположена приблизительно в 500 км к югу от Парижа, в 120 км северо-восточнее Тулузы, в 16 км к северо-западу от Родеза.

## Население
Население коммуны на 2008 год составляло 1135 человек.
| 1962 | 1968 | 1975 | 1982 | 1990 | 1999 | 2008 |
| ---- | ---- | ---- | ---- | ---- | ---- | ---- |
| 937  | 834  | 857  | 923  | 911  | 1039 | 1135 |

## Экономика
В 2007 году среди 669 человек в трудоспособном возрасте (15—64 лет) 522 были экономически активными, 147 — неактивными (показатель активности — 78,0 %, в 1999 году было 72,8 %). Из 522 активных работали 501 человек (274 мужчины и 227 женщин), безработных было 21 (9 мужчин и 12 женщин). Среди 147 неактивных 71 человек были учениками или студентами, 49 — пенсионерами, 27 были неактивными по другим причинам.

## Достопримечательности
- Замок Пана и руины церкви (XVI век). Памятник истории с 1965 года[3]
- Приходская церковь Сен-Блез (XII век). Памятник истории с 1997 года[4]

## Фотогалерея

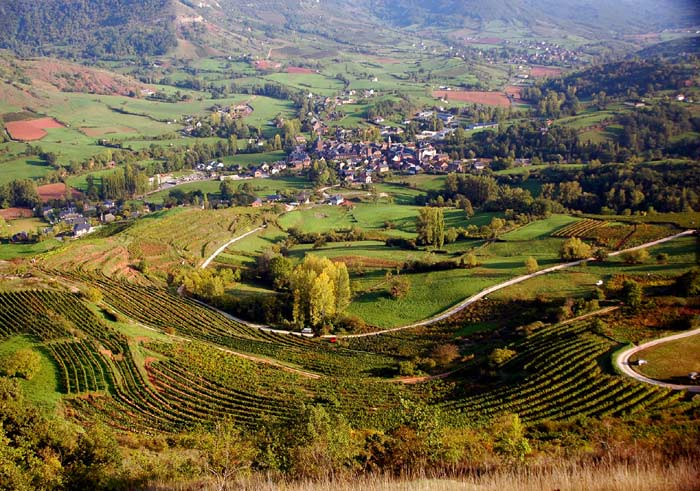
Клерво-д’Аверон
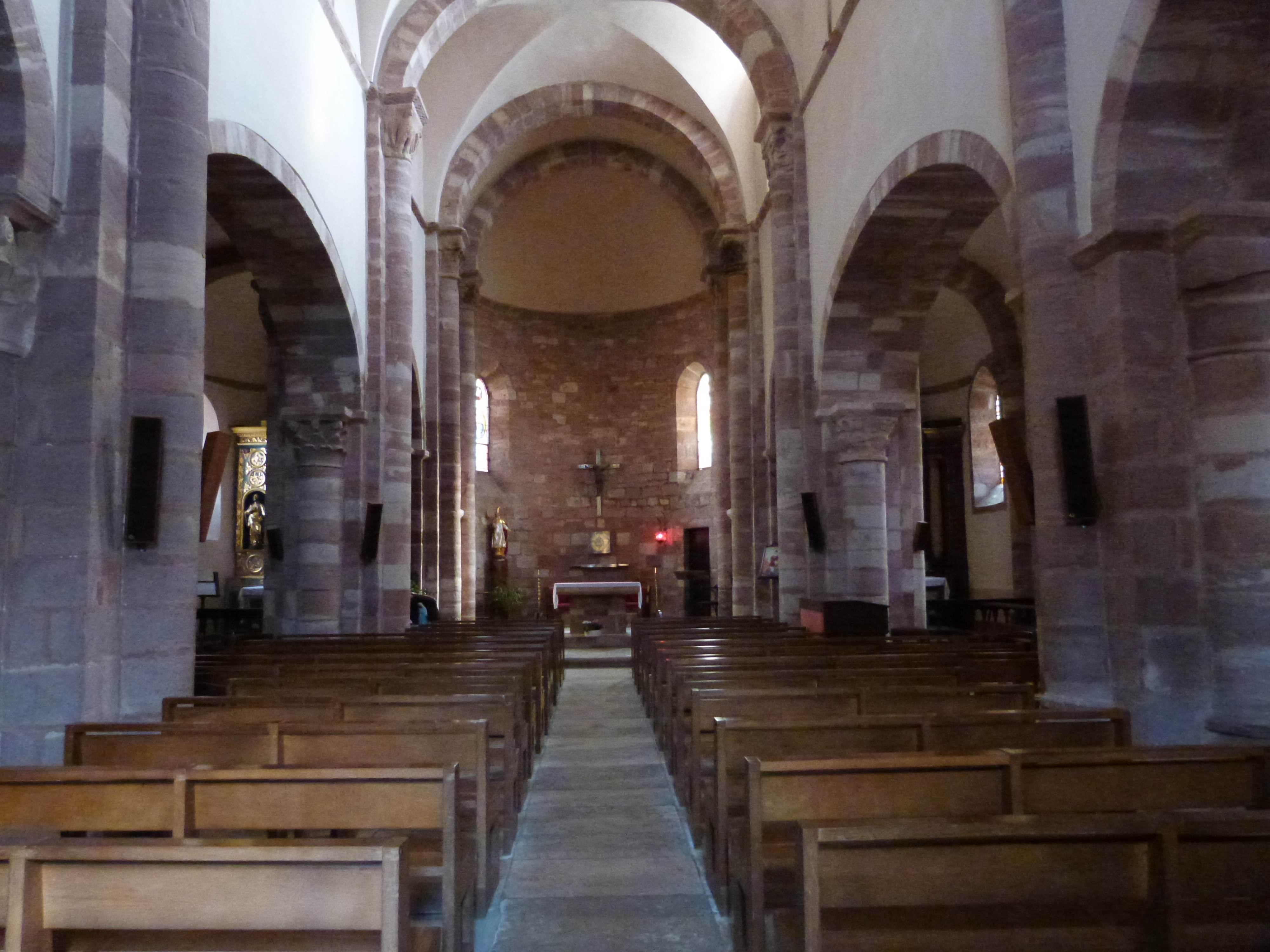
Центральный неф церкви Сен-Блез
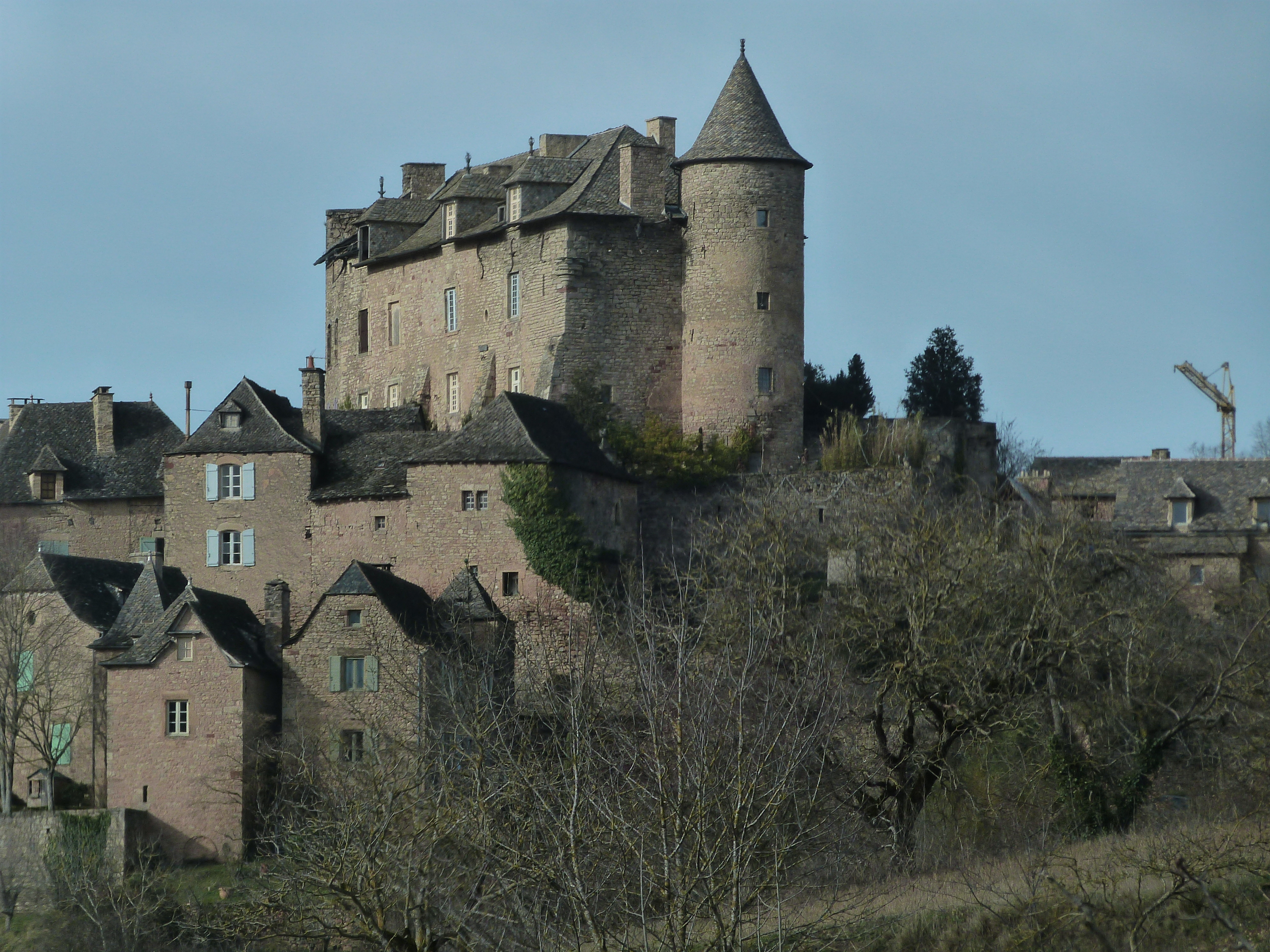
Замок Пана
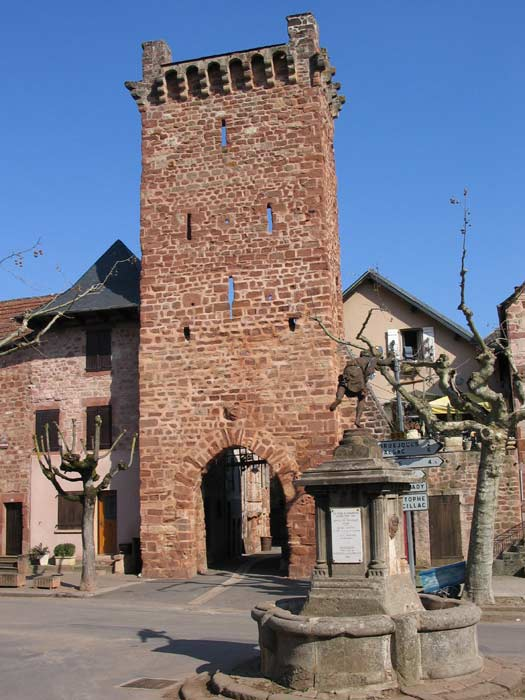
Башня